# خواکین تورس (بازیکن فوتبال)
خواکین تورس (انگلیسی: Joaquín Torres؛ زادهٔ ۲۸ ژانویهٔ ۱۹۹۷) بازیکن فوتبال اهل آرژانتین است.
از باشگاه‌هایی که در آن بازی کرده‌است می‌توان به باشگاه فوتبال نیولز اولد بویز اشاره کرد.